# Castaño de los cien caballos

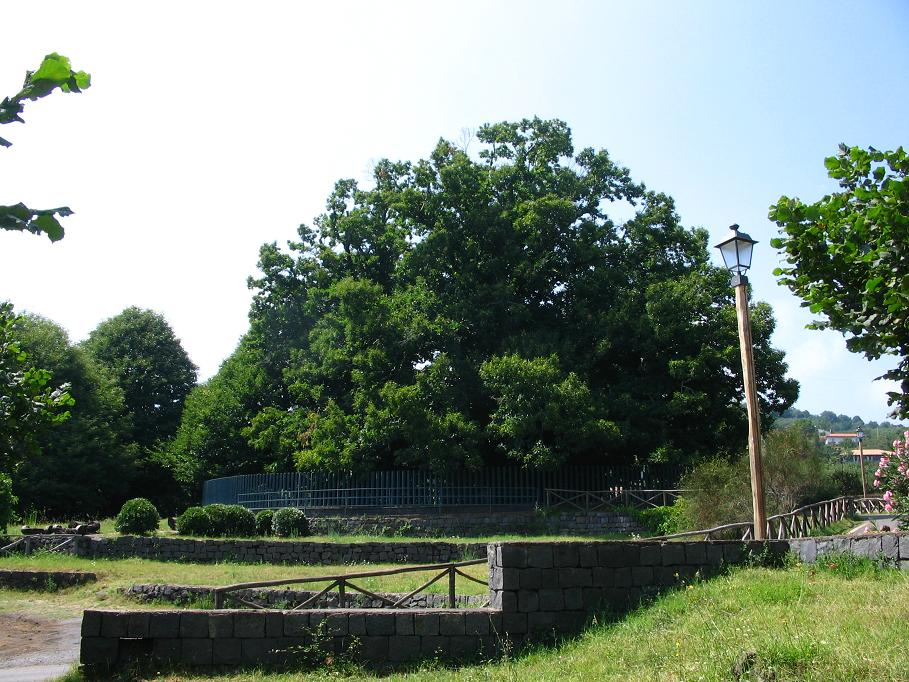
El castaño hoy.

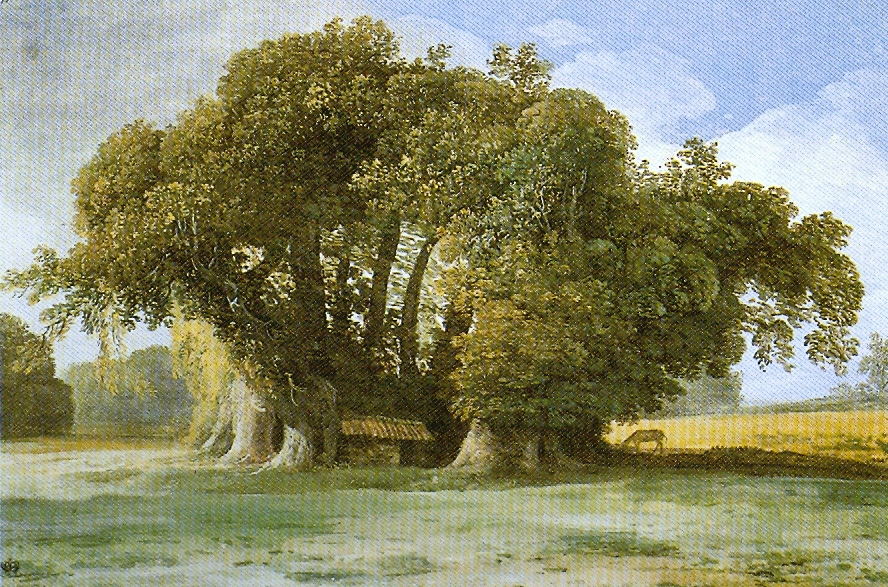
El árbol retratado por Jean-Pierre Houël ca. 1777.

El Castaño de los cien caballos (en italiano castagno dei cento cavalli; en siciliano Castagnu dê Centu Cavaddi) es el castaño más grande y antiguo del mundo. Localizado en la carretera de Linguaglossa en Sant'Alfio, más concretamente en el bosque de Carpineto, en la ladera oriental del Monte Etna en Sicilia —sólo a 8 km (5 mi) del cráter del volcán— popularmente se cree que tiene de 2000 a 4000 años (4000 según el botánico Bruno Peyronel de Turín). Es un Castaño Dulce (Castanea sativa, de la familia de las Fagáceas). El Libro Guinness de los récords lo ha inscrito como "El árbol de mayor circunferencia", observando que tenía una circunferencia de 57.9 m (190 ft) cuando fue medido en 1780. Sobre la superficie el árbol se ha dividido en múltiples troncos grandes, pero bajo tierra estos troncos siguen compartiendo las mismas raíces.
La primera referencia histórica data de 1636, cuando es citado en la obra Il Mongibello, de Pietro Carrera.
El nombre del árbol tuvo su origen en una leyenda en la que una reina de Aragón y su compañía de un centenar de caballeros fueron sorprendidos por una fuerte tormenta durante un viaje al Monte Etna. Se dice que la compañía al completo tomó refugio debajo del árbol.

## Alusiones literarias
El árbol y su leyenda han sido el tema de muchas canciones y poemas, incluyendo la siguiente descripción en siciliano del poeta de Catania Giuseppe Borrello (1820-1894):
| Siciliano                            | Español                                    |
| ------------------------------------ | ------------------------------------------ |
| Un pedi di castagna                  | Un castaño                                 |
| tantu grossu                         | fue tan grande                             |
| ca ccu li rami so' forma un paracqua | que sus ramas formaban un paraguas         |
| sutta di cui si riparò di l'acqua,   | bajo el cual buscaron refugio de la lluvia |
| di fùrmini, e saitti                 | de truenos y relámpagos                    |
| la riggina Giuvanna                  | la reina Giuvanna                          |
| ccu centu cavaleri,                  | con un centenar de caballeros,             |
| quannu ppi visitari Mungibeddu       | cuando iban a visitar el Monte Etna        |
| vinni surprisa di lu timpurali.      | fueron sorprendidos por la tormenta.       |
| D'allura si chiamò                   | Desde entonces se llamó                    |
| st'àrvulu situatu 'ntra 'na valli    | este árbol situado entre los valles        |
| lu gran castagnu d'i centu cavalli.  | el gran castaño de los cien caballos.      |

Otro poeta catanesí, Giuseppe Villaroel (1889-1965), describió el árbol en el siguiente soneto (escrito en italiano):
| Italiano                                    | Español                                          |
| ------------------------------------------- | ------------------------------------------------ |
| Dal tronco, enorme torre millenaria,        | Desde el tronco, una enorme torre milenaria,     |
| i verdi rami in folli ondeggiamenti,        | disparatas onduladaciones en las ramas verdes,   |
| sotto l'amplesso quèrulo dei venti,         | bajo los quejumbrosos abrazos de los vientos,    |
| svettano ne l'ampiezza alta de l'aria.      | apreciando la gran amplitud del aire.            |
| Urge la linfa, ne la statuaria              | Insta a la savia, que la rige                    |
| perplessità de le radici ergenti,           | prudencia de las erectas raíces,                 |
| sotto i lacoontei contorcimenti,            | bajo contorsiones laocoontianas,                 |
| dal suolo che s'intesse d'orticaria.        | a partir de la base se teje la urticaria.        |
| E l'albero - Briareo lignificato -          | Y el árbol - Briareo leñoso -                    |
| ne lo spasimo atroce che lo stringe         | es la agonía insoportable que lo aferra          |
| con catene invisibili alla terra,           | con cadenas invisibles a la tierra,              |
| tende le braccia multiple di sfinge         | cortinas de los múltiples brazos de la Esfinge   |
| scagliando contro il cielo e contro il fato | disparándose contra el cielo y contra el destino |
| una muta minaccia ebbra di guerra.          | una eufórica amenaza muda de guerra.             |